# Urawa Red Diamonds
Urawa Red Diamonds este un club de fotbal din Japonia, care joacă în prima divizie japoneză. Este unul dintre cele mai susținute cluburi din Japonia, clubul lăudându-se cu una dintre cele mai bune medii de spectatori pe meci. În 2008 la meciuri au fost prezenți în medie peste 47.000 de spectatori, aceasta fiind cea mai bună prezență din Japonia și Asia. Clubul s-a mutat în 2001  pe noul Stadion Saitama astfel putând să găzduiască mai mulți spectatori. Clubul are sediul în orașul Saitama, Prefectura Saitama.

## Palmares

### Competiții interne
Mitsubishi (Amatori)
- Japan Soccer League Division 1
  - Campioni (4) : 1969, 1973, 1978, 1982
- Japan Soccer League Division 2
  - Campioni (1) : 1989/90
- Cupa Împăratului
  - Câștigători (4) : 1971, 1973, 1978, 1980
- Cupa JSL
  - Câștigători (2) : 1978, 1981
- Supercupa
  - Câștigători (3) : 1979, 1980, 1983

Urawa Red Diamonds (Profesionist)
- J. League Division 1
  - Campioni (1) : 2006
  - Locul doi (3) : 2004, 2005, 2007
- J. League Division 2
  - Locul doi (1) : 2000
- Emperor's Cup
  - Câștigători (2) : 2005, 2006
- J. League Cup
  - Câștigători (1) : 2003
  - Locul doi (2) : 2002, 2004
- Supercupa
  - Câștigători (1) : 2006
  - Locul doi (1) : 2007

### Continental
- Liga Campionilor AFC
  - Câștigători (1) : 2007

### Internațional
- Campionatul Mondial al Cluburilor FIFA
  - Locul trei (1) : 2007

## Lotul actual
La 17 mai 2015 
| Nr. |         | Poziție | Jucător           |
| --- | ------- | ------- | ----------------- |
| 1   | Japonia | P       | Shusaku Nishikawa |
| 2   | Japonia | F       | Kenichi Kaga      |
| 3   | Japonia | M       | Tomoya Ugajin     |
| 4   | Japonia | F       | Daisuke Nasu      |
| 5   | Japonia | F       | Tomoaki Makino    |
| 7   | Japonia | M       | Tsukasa Umesaki   |
| 8   | Japonia | M       | Yosuke Kashiwagi  |
| 11  | Japonia | A       | Naoki Ishihara    |
| 13  | Japonia | M       | Keita Suzuki      |
| 14  | Japonia | F       | Tadaaki Hirakawa  |
| 15  | Japonia | P       | Koki Otani        |
| 16  | Japonia | M       | Takuya Aoki       |
| 17  | Japonia | F       | Mitsuru Nagata    |

| Nr. |          | Poziție | Jucător                                   |
| --- | -------- | ------- | ----------------------------------------- |
| 18  | Japonia  | M       | Shuto Kojima                              |
| 19  | Japonia  | A       | Yuki Muto                                 |
| 20  | Japonia  | A       | Tadanari Lee                              |
| 21  | Slovenia | A       | Zlatan Ljubijankić                        |
| 22  | Japonia  | M       | Yuki Abe (captain)                        |
| 23  | Japonia  | P       | Nao Iwadate (on loan from Mito HollyHock) |
| 24  | Japonia  | M       | Takahiro Sekine                           |
| 25  | Japonia  | M       | Shota Saito                               |
| 27  | Japonia  | F       | Rikiya Motegi                             |
| 30  | Japonia  | A       | Shinzo Koroki                             |
| 31  | Japonia  | A       | Toshiyuki Takagi                          |
| 33  | Japonia  | F       | Wataru Hashimoto                          |
| 36  | Japonia  | F       | Takuya Okamoto                            |
| 46  | Japonia  | F       | Ryota Moriwaki                            |

## Jucători importanți
- Victor Ferreyra
- Matthew Spiranovic
- Ned Zelić
- Michael Baur
- Wilfried Sanou
- Edmundo Alves de Souza Neto
- Washington Stecanela Cerqueira
- Donizete Oliveira
- Antônio Benedito da Silva
- Tomislav Marić
- Ranko Despotović
- Brian Steen Nielsen
- Txiki Begiristain
- Basile Boli
- Guido Buchwald
- Uwe Bein
- Uwe Rahn
- Michael Rummenigge
- Željko Petrović
- Emerson Sheik
- Jurij Nikiforov
- Ľubomír Luhový
- Zlatan Ljubijankič
- Alpay Özalan
- Fernando Picun